# 戈申 (密蘇里州)
戈申（英語：Goshen）是位於美國密蘇里州默瑟縣的非建制地區。

## 歷史
戈申的郵局於1854年設立，其後於1904年停運。

## 地理
戈申所處的海拔為高於海平面314米（即1030英呎），而該地所採用的時區為UTC-6，即北美中部時區（CST）。同時該地設有夏令時間，為UTC-6調快一小時，即UTC-5（CDT）。